# نورث تورنتو
نورث تورنتو (انگلیسی: North Toronto) یک شهر و منطقه غیررسمی سابق است که در بخش شمالی ناحیهتورنتوی قدیم در تورنتو، انتاریو، کانادا واقع شده‌است.